# ویژبیه (استان اشوی‌داشکسیه)
ویژبیه (به لهستانی: Wierzbie) یک منطقهٔ مسکونی در لهستان است که در گمینا پیژخنگتسا واقع شده‌است. ویژبیه ۲۰۰ نفر جمعیت دارد.